# Nihonogomphus silvanus
Nihonogomphus silvanus là loài chuồn chuồn trong họ Gomphidae. Loài này được Zhou & Wu miêu tả khoa học đầu tiên năm 1992.